# Zuzanna Chwastek
Zuzanna Chwastek, po mężu Audiejus (ur. 30 marca 1940, zm. 27 września 2021 – polska koszykarka, medalistka mistrzostw Polski, reprezentantka Polski.

## Życiorys
W latach 1963–1972 była zawodniczką Spójni Gdańsk, z którą w 1968 zdobyła brązowy medal mistrzostw Polski, a w 1969 i 1970 wicemistrzostwo Polski.
Wystąpiła na mistrzostwach Europy w 1964, zajmując z drużyną 5. miejsce.